# Ремі Йогансен
Ремі Йогансен (норв. Remi Johansen, нар. 4 вересня 1990, Тромсе, Норвегія) — норвезький футболіст, півзахисник клубу Тромсе.